# Murianette
Murianette är en kommun i departementet Isère i regionen Auvergne-Rhône-Alpes i sydöstra Frankrike. Kommunen ligger i kantonen Domène som tillhör arrondissementet Grenoble. År 2022 hade Murianette 866 invånare.

## Befolkningsutveckling
Antalet invånare i kommunen Murianette
Referens:INSEE